# Aglia flavorosea
Aglia flavorosea är en fjärilsart som beskrevs av Kardakoff. 1928. Aglia flavorosea ingår i släktet Aglia och familjen påfågelsspinnare. Inga underarter finns listade i Catalogue of Life.